# Iubire și moarte pentru totdeauna
Iubire și moarte pentru totdeauna (2014) este o nuvelă sau un roman scurt al scriitorului român Liviu Surugiu. O versiune mai veche a textului a fost premiată în 1995 la festivalul Vladimir Colin.

## Intriga
Andrei și Gena sunt doi pacienți ai unei clinici psihiatrice conduse de doctorul Sicran. O boală de care suferă încă din copilărie îi face să alterneze între viață și moarte - o lună sunt vii, una morți. Deoarece perioada de viață a unuia dintre ei se suprapune peste cea de moarte a celuilalt, cei doi nu se întâlnesc pe holurile și în curtea spitalului. Întâmplător, Andrei descoperă camera Genei și află de drama ei. El îi lasă o scrisoare, pe care aceasta s-o citească atunci când va reveni la viață.
Demersul său are rezultatul scontat și între cei doi tineri se înfiripă o relație bizară. Fiecare îi scrie zilnic celuilalt și îi lasă scrisorile aranjate în ordine, astfel încât celălalt să poată răspunde peste o lună ca și cum ar primi zilnic una dintre ele. Fascinația pe care cei doi o capătă unul pentru celălalt devine atât de puternică, încât încep să facă presiuni asupra doctorului pentru a găsi o metodă care să le permită întâlnirea față în față.
Sicran le explică imposibilitatea acestui demers. El dorește să-i ducă pe amândoi în Rusia și să-i supună unui tratament revoluționar, care-i va permite unuia dintre ei să ducă în continuare o viață normală. Din păcate, asta va însemna decesul celuilalt. Cei doi refuză și insistă pe lângă medic să găsească o soluție prin care să le faciliteze întâlnirea. Se căsătoresc - "da"-urile lor fiind decalate cu o lună. În cele din urmă, Sicran găsește o metodă prin care să încetinească moartea unuia dintre ei și să accelereze trezirea celuilalt. Momentul așteptat cu nerăbdare se transformă însă într-o crudă revelație pentru îndrăgostiți: ei erau fațetele opuse ale unei personalități androgine, care timp de o lună era bărbat, iar în luna următoare femeie.

## Personaje
- Andrei - tânăr afectat de o boală care-l face să alterneze lunar între viață și moarte
- Gena - tânără afectată de o boală care o face să alterneze lunar între viață și moarte
- Sicran - doctor într-o clinică psihiatrică, se ocupă de cazul celor doi tineri
- Serghei Marevici Ulianov - conte rus care se îndrăgostește de Gena

## Opinii critice
Cătălin Badea-Gheracostea consideră că „nuvela Iubire și moarte pentru totdeauna este o piesă literară exemplară prin discursul romantic fragmentat în epistolele de dragoste și însemnările zilnice ale celor doi protagoniști”, apreciind că „se plasează dincolo de mode prin simplă literaturitate”.
Teodora Matei afirmă că „nu e o carte despre o iubire imposibilă, ci despre imposibilul însuși”, apreciind „subtilitatea autorului de a ascunde o poveste în spatele alteia și tot așa, precum păpușile rusești Matryoșka”.